# 1 E19 s 이상
- 1019 s 미만
- 1019 초 = 3200억 년 = 3.2 × 1011 년
- 770조 년 (7.7 × 1015 년) – 카드뮴-113의 반감기.
- 14경 년 (1.4 × 1017 년) – 바나듐-50의 반감기.
- 433.8경 년 (43.38×1018 년) 이상 – 칼슘-48의 반감기.
- (1.92 ± 0.2) × 1019 년 – 비스무트-209의 알파 붕괴 반감기.

다음은 모두 우주가 열려 있다고 가정할 때의 추정 시간이다.
- 100조 년 (1014 년) – 모든 항성이 식어 빛을 잃을 때까지의 추정 시간. 가장 수명이 긴 적색 왜성의 수명은 20조 년(2 × 1013 년)이다. 은하 안의 성운이 모자라서 항성을 만들 수 없을 때까지 걸리는 시간은 1014 년 정도이다. 그러므로 마지막 성운에서 만들어진 마지막 별이 식을 때까지의 시간은 약 2 × 1014 년이다.
- 1000조 년 (1015 년) – 행성들이 항성을 이탈할 때까지의 평균 추정 시간. 두 항성이 서로 가까이 접근하게 되면 행성은 중력의 영향을 받아 궤도를 이탈하게 된다. 항성이 그 정도까지 접근하려면 평균적으로 그 정도의 시간이 걸리게 된다.
- 1000경 년 (1019 년) – 항성이 은하를 이탈할 때까지의 평균 추정 시간. 두 항성이 서로 가까이 접근하게 되면 역학적 에너지를 교환하게 되는데, 질량이 작은 항성이 에너지를 얻게 된다. 결국 작은 항성부터 시작하여 항성들이 은하를 벗어나게 된다.
- 1해 년 (1020 년) – 중력 복사로 궤도 운동이 소멸할 때까지 걸리는 시간.
- 100양 년 (1030 년) – 블랙홀로 인해 은하들이 사라질 때까지 걸리는 시간.
- 1간 년 (1036 년) – GUT 이론에 따른 양성자 붕괴까지 걸리는 추정 시간.
- 1무량대수 년 (1064 년) – 호킹에 따른 블랙홀이 증발할 때까지 걸리는 추정 시간.
- 10무량대수 년 (1065 년) – 터널 효과로 인하여 모든 물질이 절대 영도에서 액체상을 띠게 될 때까지 걸리는 추정 시간.
- 10100 년 – 호킹에 따른 초질량 블랙홀이 증발할 때까지 걸리는 추정 시간.
- 101500 년 – 양성자가 붕괴하지 않는다고 가정할 때 모든 물질이 철로 붕괴할 때까지 걸리는 추정 시간.
- 10100,000,000,000,000,000,000,000,000 년 (101026년) – 모든 물질이 블랙홀로 붕괴할 때까지 걸리는 최소 추정 시간.
- 1010,000,000,000,000,000,000,000,000,000,000,000,000,000,000,000,000,000,000,000,000,000,000,000,000,000 년 (101076년) – 모든 물질이 중성자성이나 블랙홀로 붕괴할 때까지 걸리는 최대 추정 시간.